# Viitasaari
Viitasaari és una ciutat al centre de Finlàndia a la riba nord del llac Keitele. Té una població de 7.049 habitants i una extensió de 1589,13 km², dels quals 340,43 km² són d'aigua.

## Ciutats agermanades
- Nõo Parish, Estònia
- Staffanstorp, Suècia
- Storuman, Suècia
- Sør-Odal, Noruega
- Schlangen, Alemanya
- Rokietnica, Polònia